# КК Лијеж баскет
КК Лијеж баскет (фр. Liège Basket) је белгијски кошаркашки клуб из Лијежа. У сезони 2014/15. такмичи се у Првој лиги Белгије.

## Историја
Клуб је основан 1967. године, али је својевремно носио и нека друга имена. Највећи успех у националном првенству било је друго место изборено у сезонама 2003/04. и 2009/10. До трофеја у Купу Белгије дошао је 2004. године, а поред тога играо је и још три финала. Победник Суперкупа Белгије био је у два наврата - 2004. и 2009. године.
Једини наступ у Еврокупу имао је у сезони 2004/05. и окончао га је већ у првој групној фази. Од сезоне 2006/07. забележио је и неколико учешћа у ФИБА Еврочеленџу, а највиши домет у том такмичењу био је пласман у друштво 16 најбољих који је остварен три пута.

## Успеси

### Национални
- Првенство Белгије:
  - Вицепрвак (2): 2004, 2010.

- Куп Белгије:
  - Победник (1): 2004.
  - Финалиста (3): 2007, 2009, 2015.

- Суперкуп Белгије:
  - Победник (2): 2004, 2009.

## Познатији играчи
- Радивој Кораћ